# Kleinkorbis
Kleinkorbis (oberfränkisch: Kla Korwas) ist ein Gemeindeteil der Gemeinde Prebitz im Landkreis Bayreuth (Oberfranken, Bayern). Kleinkorbis liegt in der Gemarkung Prebitz.

## Lage
Die Einöde liegt am Almosbach, einem linken Zufluss des Laimbachs. Die Kreisstraße BT 20 führt nach Großkorbis (0,4 km südwestlich) bzw. nach Frankenberg führt (0,6 km nördlich).

## Geschichte
Der Ort wurde 1692 als „Klein-Kürbiß“ erstmals urkundlich erwähnt. Dem Ortsnamen liegt das slawische Wort korb zugrunde, zu Deutsch Feuerstelle. In der Fraisch unterstand der Ort dem brandenburg-bayreuthischen Kasten- und Stadtvogteiamt Creußen. Von 1791/92 bis 1810 unterstand Kleinkorbis dem preußische Justiz- und Kammeramt Pegnitz.
Mit dem Gemeindeedikt (frühes 19. Jahrhundert) wurde Kleinkorbis dem Steuerdistrikt Losau und der Ruralgemeinde Prebitz zugewiesen.